# Вандербільти
Вандербільти — сім'я американських мільйонерів.

## Представники
- Корнеліус Вандербільт (1794—1877) — засновник роду
  -   Вільям Генрі Вандербільт (1821—1885)
    - Корнеліус II (1843—1899)
      - Гертруда Вандербільт Вітні (1875—1942) — скульптор і меценат, яка заснувала Музей американського мистецтва Вітні
      - Альфред Гвінн Вандербільт I (1877—1915)
        -  Альфред Гвінн Вандербільт II (1912—1999)
          -  Альфред Гвінн Вандербільт III (нар. 1943)
            - Джеймс Вандербільт (нар. 1975) — сценарист.

      -  Реджинальд Клейпул Вандербільт (1880—1925)
        -  Глорія Вандербільт (1924—2019) — актриса, дизайнер, письменниця
          -    Андерсон Купер (нар. 1967)  

    -  Вільям Кіссем Вандербільт (1849—1920) — газетний магнат
      - Консуело Вандербільт (1877—1964) — Ггерцогиня Мальборо
        -    Джон Альберт Вільям, 10-й герцог Мальборо (1897—1972)  
          -     герцоги Мальборо  

      -  Вільям Кіссам Вандербільт II (1878—1944) — засновник  кубка Вандербільта